# Владимир Соловьов
Владимир Сергеевич Соловьов (на руски: Владимир Сергеевич Соловьев; 28 януари 1853 – 13 август 1900) е руски философ, поет, публицист и литературен критик. Син е на руския историк Сергей Соловьов и брат на руския писател Всеволод Соловьов.

## Биография
Владимир Соловьов е роден в Москва на 28 януари (16 януари стар стил) 1853 г., в семейството на известния руски историк Сергей Соловьов. По майчина линия негов прадядо е украинският философ Григорий Сковорода (1722 – 1794).
В 1864 – 1869 година завършва Пета мъжка гимназия в Москва, в която е записан направо в трети, вместо в първи клас. На 20 години, през 1873 г., завършва Историко-философския факултет на Московския университет, а година по-късно защитава магистърска дисертация на тема „Кризата на западната философия (против позитивистите)“ („Кризис западной философии (против позитивистов)“). От началото на 1875 година преподава в Московския университет. През същата година е изпратен на продължителна научна командировка в чужбина. За година и половина посещава Англия, Франция, Италия, Египет и др. В Лондон се занимава с изследвания върху текстове от мистическите учения, гностическата литература, индийската и средновековната философия, Кабала и др. В Египет има мистически преживявания, които претворява в свои стихотворения (напр. „Три срещи“ („Три свиданья“)). Връща се в Москва и на 14 февруари 1877 г. подава оставка като преподавател в Московския университет, след което започва да чете лекции към Санктпетербургския университет. Същата година се запознава с Фьодор Достоевски. През 1880 г. защитава докторска дисертация на тема „Критика на отвлечените начала“ („Критика отвлеченных начал“).
На 28 март 1881 г. в публична лекция призовава за помилването на убийците на Александър II, като апелира за християнски морал. Поради конфликт с официалните власти си подава оставка като преподавател в университета. Според А. Ф. Лосев причина за напускането му е и това, че не харесва преподаването с неговите задължителни моменти – програми, графици и т.н.  След този период се отдава на свободна писателска дейност, като пише различни статии и произведения на философска, религиозна, църковна, социално-политическа и естетическа тематика. Своят най-голям труд „Оправдание на доброто“ („Оправдание добра“) издава през 1897 г.
Умира на 13 август (31 юли стар стил) 1900 г., в село Узкое, край Москва.

## Философия
Във философските си идеи Владимир Соловьов намира сродство с философи като Шелинг, Платон, Якоб Бьоме, Хегел, Плотин, гностицизма, Кабала и др. Превежда Вергилий, Данте, Микеланджело, Петрарка, Платон, Хайне, Шилер и др.

## Влияние
Владимир Соловьов повлиява творчеството на Николай Бердяев, Павел Флоренски, Сергей Булгаков, Николай Лоски, Семьон Франк, Андрей Бели, Валери Брюсов, Александър Блок, Вячеслав Иванов, Фьодор Достоевски и др.

## Съчинения
- „Кризата на западната философия (против позитивистите)“, 1875 („Кризис западной философии (против позитивистов)“)
- „Софùя. Начала на вселенското учение“, 1876 („Софùя. Начала вселенского учения“)
- „Философски начала на цялостното знание“, 1877 („Философские начала цельного знания“)
- „Критика на отвлечените начала“, 1880 („Критика отвлеченных начал“)
- „Лекции за Богочовечеството“, 1881 („Чтения о Богочеловечестве“)
- „За духовната власт в Русия“, 1881 („О духовной власти в России“)
- „Три речи в памет на Достоевски“, 1883 („Три речи в память Достоевского“)
- „Духовните основи на живота“, 1884 („Духовнье основье жизни“)
- „Еврейството и християнския въпрос“, 1884 („Еврейство и християнский вопрос“)
- „Великият спор и християнската политика“, 1887 („Великий спор и християнская политика“)
- „Националният въпрос в Русия“, 1888 („Национальный вопрос в России“)
- „Руската идея“, 1888 („Русская идея“)
- „Русия и Вселенската Църква“, 1889 („Россия и вселенская церковь“)
- „Общият смисъл на изкуството“, 1890 („Общий смысл искусства“)
- „За упадъка на средновековното световъзприемане“, 1891 („Об упадке средневекового миросозерцания“)
- „Смисълът на любовта“, 1892 – 1894 („Смысл любви“)
- „Спор за справедливостта“, 1894 („Спор о справедливости“)
- „Мохамед, неговия живот и религиозно учение“, 1896 („Магомет, его жизнь и религиозное учение“)
- „Византизъм и Русия“, 1896 („Византизм и Россия“)
- „Оправдание на доброто“, 1897 („Оправдание добра“)
- „Житейската драма на Платон“, 1898 („Жизненная драма Платона“)
- „Идеята за свръхчовека“, 1899 („Идея сверхчеловека“)
- „Теоретична философия“, 1899 („Теоретическая философия“)
- „Три разговора. Кратка повест за антихриста“, 1900 („Три разговора. Краткая повесть об антихристе“)

### На български
- Блог за Владимир Соловьов на български, от д-р Деян Пенчев
- „Кратка повест за Антихриста“, в превод на Бойко Златев
- „Поезията на граф Алексей К. Толстой“, в превод на Дияна Златева
- Стихотворения Архив на оригинала от 2023-11-22 в Wayback Machine., в превод на Андрей Андреев

### На руски
- Събрани съчинения в 10 тома
- Стихотворения на руски език Архив на оригинала от 2007-08-08 в Wayback Machine.
- Текстове от и за Вл. Соловьов, във vehi.net